# Mine de Century
La mine de Century est une mine à ciel ouvert de zinc, de plomb et d'argent située au Queensland en Australie,,,,,.